# Ángel Viñas
 (mai 2024).
Si vous disposez d'ouvrages ou d'articles de référence ou si vous connaissez des sites web de qualité traitant du thème abordé ici, merci de compléter l'article en donnant les références utiles à sa vérifiabilité et en les liant à la section « Notes et références ».
Angel Viñas (né à Madrid en 1941) est un économiste, diplomate, professeur d'université et historien espagnol, connu pour ses travaux sur les périodes de la guerre civile espagnole (1936-1939) et du franquisme et en particulier sur l'Or de Moscou. 

## Biographie
Docteur en Sciences économiques, il a étudié à Madrid, à l'Université de Hambourg, à l'Université de Glasgow et à l'Université libre de Berlin. Il a été professeur d'université en économie appliquée et professeur d'histoire en différentes universités.
Sous le régime franquiste, il a été  technico-commercial et économiste de l'État (à partir de 1968), puis après quelques mois au Ministère du commerce comme chef de section des zones de libre-échange, il est passé au Fonds monétaire international (1969-1970) puis attaché commercial à l'ambassade à Bonn (1971-1973). L'année suivante, il a défendu sa thèse de doctorat très remarquée, à l'Université complutense de Madrid. Enrique Fuentes Quintana, directeur de l'Institut des études fiscales le chargea de l'étude de la question de l'or de Moscou (transfert des réserves d'or de la Seconde République espagnole à Moscou pendant la guerre civile).
Avant l'entrée de l'Espagne dans l'Union européenne en 1986, il a occupé le poste de conseiller exécutif du Ministre des Affaires étrangères (1983-1987), et ensuite divers postes diplomatiques aux Communautés européennes de 1987 à 2001. Il fut entre autres charges ambassadeur des Communautés européennes auprès des Nations Unies. Il a aussi été Directeur général de la Commission européenne pour l'Asie et l'Amérique latine, chargé aussi de la démocratisation, des relations multilatérales, de la sécurité et des droits de l'Homme. Retraité après un bref retour à l'Université Complutense, et (2002) conseiller à la délégation espagnole auprès des institutions européennes.
En tant qu'historien, il a développé une large production historique sur l'Europe, et spécialement l'Espagne, en particulier sur la période comprise entre la Seconde République espagnole et la Transition démocratique.

## Œuvre

### Histoire
Les trois tomes de son histoire de la deuxième République espagnole :
- (es) La soledad de la República: El abandono de las democracias y el viraje hacia La Unión Soviética, Edit. Critica (Contrastes critica, 2006)  (ISBN 84-8432-795-7)
- (es) El escudo de la República: El oro de España, la apuesta soviética y los hechos de mayo de 1937, Edit. Crítica (Contrastes critica, 2007)  (ISBN 978-84-8432-892-6)
- (es) El honor de la República: Entre el acoso fascista, la hostilidad británica y la política de Stalin, Edit. Critica (Contrastes critica, 2008)  (ISBN 978-84-7423-765-8) (avec CD-ROM)

Autres :
- (es) La Alemania nazi y el 18 de julio. Alianza Editorial, Madrid  (ISBN 84-206-2081-5)
- (es) En las garras del águila: los pactos con Estados Unidos, de Francisco Franco a Felipe Gonzalez (1945-1995). Edit. Critica (2003)  (ISBN 84-8432-477-X)
- (es) Franco, Hitler y el estallido de la Guerra Civil: Antecedentes y consecuencias. Alianza Editorial, Madrid (Alianza ensayo, 2001)  (ISBN 84-206-6765-X)
- (es) Guerra, dinero, dictadura: ayuda fascista y autarquía en la España de Franco. Edit. Critica  (ISBN 84-7423-232-5)
- (es) El oro de Moscu: Alfa y Omega de un mito franquista. Edit. Grijalbo, Barcelona  (ISBN 84-253-1139-X)
- (es) El oro español en la Guerra Civil. Instituto de Estudios Fiscales  (ISBN 84-7196-009-5)
- (es) Los pactos secretos de Franco con Estados Unidos: bases, ayuda económica, recortes de soberanía. Edit. Grijalbo  (ISBN 84-253-1342-2)

- avec d'autres auteurs : (es) Política comercial exterior en España, 1931-1975, Banco Exterior de España  (ISBN 84-300-1607-4)
- A présenté et rétabli le texte original d'Antonio Cordon, Trayectoria. Recuerdos de un artillero, Renacimiento  (ISBN 978-84-96956-18-6)
- avec d'autres auteurs : (de) Der Spanische Bürgerkrieg. Eine Bestandsaufnahme, Suhrkamp,  (ISBN 3518114018)  (ISBN 978-3518114018).

### Politique et économie
- (es) Armas y economía: ensayo sobre dimensiones económicas del gasto militar. Edit. Fontamara  (ISBN 84-7367-166-X)
- (es) Al servicio de Europa. Innovación y crisis en la Comisión Europea, Edit. Complutense (2005) (ISBN 84-7491-778-6)
- (es) Dominación y dependencia en la economía internacional: Lecturas seleccionadas - Textes sélectionnés, traduits et édités. Secrétariat Général Technique du Ministère (espagnol) du Commerce et du Tourisme  (ISBN 84-7415-060-4)
- avec d'autres auteurs : (es) Política económica en España. Université Internationale Menendez Pelayo  (ISBN 84-600-2837-2)
- avec d'autres auteurs : (es) Las políticas comunitarias, una visión interna Ministère (espagnol) de l'Industrie, du Tourisme et du Commerce  (ISBN 978-84-96275-38-6)